# Fusi orari della Russia
| Verde scuro | Fuso orario di Kaliningrad (UTC+2).    |
| Rosso       | Fuso orario di Mosca (UTC+3).          |
| Celeste     | Fuso orario di Samara (UTC+4).         |
| Giallo      | Fuso orario di Ekaterinburg (UTC+5).   |
| Ciano       | Fuso orario di Omsk (UTC+6).           |
| Pistacchio  | Fuso orario di Krasnojarsk (UTC+7).    |
| Viola       | Fuso orario di Irkutsk (UTC+8).        |
| Blu         | Fuso orario di Jakutsk (UTC+9).        |
| Verde       | Fuso orario di Vladivostok (UTC+10).   |
| Albicocca   | Fuso orario di Srednekolymsk (UTC+11). |
| Rosso scuro | Fuso orario della Kamčatka (UTC+12).   |

I fusi orari in cui è ripartito il territorio della Federazione Russa sono determinati dalla legge federale del 3 giugno 2011 n. 107-F3 "Sul calcolo del tempo", così come modificata in data 21 luglio 2014, la quale fissa l'appartenenza delle varie suddivisioni amministrative dello Stato a undici fasce orarie, corrispondenti ai fusi orari che vanno da UTC+2 a UTC+12 dello standard internazionale.
Per effetto della legge, ognuno dei soggetti federali della Russia rientra all'interno di un unico fuso orario, ad eccezione della Sacha-Jacuzia, il cui territorio è suddiviso in tre fasce orarie (fusi di Jakutsk, Vladivostok e Srednekolymsk).
La seconda fascia oraria (fuso orario di Mosca) costituisce l'orario di riferimento per il sistema dei trasporti ferroviari, fluviali e stradali interurbani e per il sistema delle comunicazioni telefoniche e telegrafiche.
A partire dal 26 ottobre 2014 non è previsto alcun passaggio all'ora legale.

## Ripartizione territoriale
| Fuso orario                       | UTC    | Territori |
| --------------------------------- | ------ | --- |
| 1 - Kaliningrad (USZ1 - MSK-1)    | UTC+2  | - Circondario federale nordoccidentale - Oblast' di Kaliningrad |
| 2 - Mosca (MSK)                   | UTC+3  | - Circondario federale del Caucaso Settentrionale - Circondario federale centrale - Circondario federale meridionale (eccetto Oblast' di Astrachan' e Oblast' di Volgograd) - Circondario federale nordoccidentale (eccetto Oblast' di Kaliningrad) - Circondario federale del Volga - Ciuvascia - Oblast' di Kirov - Repubblica dei Mari - Mordovia - Oblast' di Nižnij Novgorod - Oblast' di Penza - Tatarstan |
| 3 - Samara (SAMT - MSK+1)         | UTC+4  | - Circondario federale meridionale - Oblast' di Astrachan' - Oblast' di Volgograd - Circondario federale del Volga - Oblast' di Samara - Oblast' di Saratov - Udmurtia - Oblast' di Ul'janovsk |
| 4 - Ekaterinburg (YEKT - MSK+2)   | UTC+5  | - Circondario federale degli Urali - Circondario federale del Volga - Baschiria - Oblast' di Orenburg - Territorio di Perm' |
| 5 - Omsk (OMST - MSK+3)           | UTC+6  | - Circondario federale della Siberia - Oblast' di Omsk |
| 6 - Krasnojarsk (KRAT - MSK+4)    | UTC+7  | - Circondario federale della Siberia - Repubblica dell'Altaj - Territorio dell'Altaj - Chakassia - Territorio di Krasnojarsk - Oblast' di Novosibirsk - Oblast' di Tomsk - Tuva - Oblast' di Kemerovo |
| 7 - Irkutsk (IRKT - MSK+5)        | UTC+8  | - Circondario federale della Siberia - Buriazia - Oblast' di Irkutsk |
| 8 - Jakutsk (YAKT - MSK+6)        | UTC+9  | - Circondario federale della Siberia - Territorio della Transbajkalia - Circondario federale dell'Estremo Oriente - Oblast' dell'Amur - Sacha-Jacuzia (distretti Namskij, Ust'-Aldanskij, Tattinskij, Čurapčinskij, Megino-Kangalasskij, Changalasskij, Amginskij, Gornyj, Olëkminskij, Distretto urbano di Nerjungri, Aldanskij, Ust'-Majskij, Tomponskij, Kobjajskij, Ėveno-Bytantajskij, Bulunskij, Žiganskij, Viljujskij, Verchneviljujskij, Njurbinskij, Suntarskij, Lenskij, Mirninskij, Olenëkskij, Anabarskij e distretto urbano di Jakutsk) |
| 9 - Vladivostok (VLAT - MSK+7)    | UTC+10 | - Circondario federale dell'Estremo Oriente - Territorio di Chabarovsk - Territorio del Litorale - Sacha-Jacuzia (distretti Ojmjakonskij, Ust'-Janskij, Verchojanskij) - Oblast' autonoma ebraica |
| 10 - Srednekolymsk (SRET - MSK+8) | UTC+11 | - Circondario federale dell'Estremo Oriente - Sacha-Jacuzia (distretti Srednekolymskij, Momskij, Verchnekolymskij, Nižnekolymskij, Allaichovskij, Abyjskij) - Oblast' di Magadan - Oblast' di Sachalin |
| 11 - Kamčatka (PETT - MSK+9)      | UTC+12 | - Circondario federale dell'Estremo Oriente - Circondario autonomo della Čukotka - Territorio della Kamčatka |